# Lew Konstantinowitsch Durow

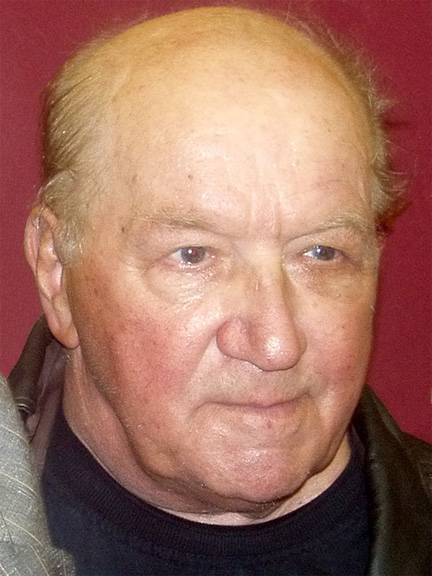
Lew Durow (2008)

Lew Konstantinowitsch Durow (russisch Лев Константинович Дуров; * 23. Dezember 1931 in Moskau; † 20. August 2015 ebenda) war ein russischer Schauspieler, Theaterregisseur und Volkskünstler der UdSSR.

## Leben
Lew Durow wurde 1931 im Moskauer Stadtviertel Lefortowo geboren. Im Jahr 1954 schloss Durow ein Schauspiel-Studium am Moskauer Künstlertheater ab. Seit 1955 spielte er in zahlreichen sowjetischen Filmen mit. Daneben war er von 1954 bis 1963 am Russischen Akademischen Jugendtheater und seit 1967 am Moskauer Theater an der Malaja Bronnaja als Schauspieler tätig.
Im Jahr 1978 beendete Durow ein Regie-Studium an der Russischen Akademie für Theaterkunst und arbeitete seitdem auch als Regisseur am Theater an der Malaja Bronnaja.
Am 20. August 2015 starb Durow im Alter von 83 Jahren in Moskau.

## Ansichten
Durow verurteilte die Kriege in Afghanistan, Tschetschenien und Südossetien. Er war aus Überzeugung kein Mitglied der KPdSU und bezeichnete die sowjetische Ideologie als illusorisch und falsch, aber als sehr machtvoll.

## Privates
- Ehefrau: Schauspielerin Irina Nikolajewna Kiritschenko (1931–2011)
  - Tochter: Schauspielerin Jekaterina Lwowna Durowa (* 1959)
    - Enkelin: Jekaterina (* 1979)
    - Enkel: Iwan (* 1986)

## Filmografie (Auswahl)
- 1955: Guten Morgen (Доброе утро – Dobroje utro)
- 1962: Neun Tage eines Jahres (Девять дней одного года – Dewjat dnei odnogo goda)
- 1963: Zwischenlandung in Moskau (Я шагаю по Москве – Ja schagaju po Moskwe)
- 1970: Unterwegs zu Lenin (На пути к Ленину – Na puti k Leninu)
- 1970: Sewastopol (Севастополь – Sewastopol)
- 1971: Bumbarasch (Бумбараш – Bumbarasch)
- 1973: Die große Pause (Большая перемена – Bolschaja peremena)
- 1973: Jegor Bulytschow und andere (Егор Булычов и другие – Jegor Bulytschow i drugije)
- 1973: Start zur Kassiopeia (Москва — Кассиопея – Moskwa — Kassiopeja)
- 1973: Siebzehn Augenblicke des Frühlings (Семнадцать мгновений весны – Semnadzat mgnoweni wesny)
- 1974: Kalina Krassnaja – Roter Holunder (Калина красная – Kalina krasnaja)
- 1974: Der letzte Wintertag (Последний день зимы – Poslednij den simy)
- 1978: Durch den wilden Westen (Вооружён и очень опасен – Wooruschjon i otschen opassen)
- 1978: Die feuerrote Blume (Аленький цветочек – Alenki zwetotschek)
- 1978: D’Artagnan und die drei Musketiere (Д’Артаньян и три мушкетёра – D’Artanjan i tri muschketjora)
- 1983: Abschied von Matjora (Прощание – Proschtschanije)
- 1983: Eine phantastische Geschichte (Сказка странствий – Skaska stranstwi)
- 1984: Peppi Dlinnytschulok (Пеппи Длинныйчулок – Peppi Dlinnyjtschulok)
- 1987: Der Mann vom Kapuziner-Boulevard (Человек с бульвара Капуцинов – Tschelowek s bulwara Kapuzinow)
- 1993: Graue Wölfe (Серые волки – Seryje wolki)
- 1994: Der Meister und Margarita (Мастер и Маргарита – Master i Margarita)
- 1997: La Dame de Monsoreau (Графиня де Монсоро – Grafinja de Monsoro)
- 2007: Schutzengel (Ангел-хранитель – Angel-chranitel)
- 2008: Blaue Nächte (Синие ночи – Sinije notschi)

## Auszeichnungen (Auswahl)

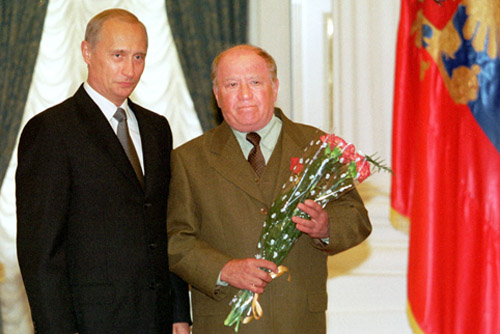
Lew Durow (rechts) mit Wladimir Putin (2003)

- 1974: Verdienter Künstler der RSFSR
- 1982: Volkskünstler der RSFSR
- 1990: Volkskünstler der UdSSR
- 1996: Orden der Freundschaft
- 2002: Verdienstorden für das Vaterland IV. Klasse
- 2011: Verdienstorden für das Vaterland III. Klasse